# Іван (Малаховський)
Іва́н Малахо́вський (пол. Jan Małachowski; ? — 12 лютого 1693) — греко-католицький ієрарх, єпископ Перемишльський, Самбірський і Сяноцький (1669—1691), єпископ Холмський і Белзький (1691—1693), василіянин, архімандрит Лещинського (до 1685 р.) та Жидичинського монастирів, один з ініціаторів унії в Галичині.

## Життєпис
Походив зі шляхетського роду, що володів маєтностями в Мстиславському воєводстві на Білій Русі. За найпоширенішою версією, яку обстоює Каспер Несецький, він належав до Малаховських гербу Прус II, за іншими даними — Малаховських гербу Наленч.
В молодості прийняв постриг у василіянському монастирі. Отці-настоятелі запримітили здібного юнака й відправили Малаховського осягати освіту в грецьку колегію святого Атанасія (Рим). Там він навчався впродовж 1664–65 рр. і здобув ступінь доктора богослов'я. Після повернення в Річ Посполиту його приділили до монастиря у Жировичах проповідником.
Надалі Малаховський став ігуменом монастиря у Вільні, де оновив занедбану друкарню Мамоничів, видав церковнослов'янський устав й організував ремонт приналежних кляштору будівель. Через нестачу коштів на виконання задумів він вирішив продати срібло однієї із віленських церков й уступити монастирське помістя «Скоробовщизна». Ця обставина суттєво підірвала авторитет ігумена, якого монахи й так недолюблювали через сувору дисципліну. Опріч того, Малаховський перебував у напружених стосунках з віленським архімандритом Маркіяном Білозором, не визнаючи владу останнього над собою.
Все це зумовило увільнення Малаховського від ігуменського служіння. Натомість київський митрополит Гавриїл Коленда затвердив його єпископом перемишльським; хіротонія відбулася у Вільні, в церкві Пресвятої Трійці за присутності прелатів обох обрядів. Утім, нове місце душпастирства виявилося не надто привабним: кафедру фактично посідали православні єпископи Антоній, а пізніше Інокентій Винницькі.
Через це І. Малаховському доводилось замешкувати у різних монастирях й містах, головно у Ярославі. 1675 року перемишльська шляхта, зжалившись над його убогим становищем, постановила на вишенському сеймику виділити єпископу під виглядом милостині тисячу злотих. В наступному році Малаховський за сприянням латинського крилошанина Станіслава Гембінського зумів підпорядкувати парафію у Валяві, однак ненадовго. Відтак тривалий час жив у Варшаві при дворі польського короля Яна III Собеського.
Наприкінці 1671 року Малаховський за вказівкою Гавриїла Коленди прибув на Закарпаття, аби заступити місце мукачівського єпископа Йосифа Волошиновського. Останній сильно занедбав церковні справи, тому місцева княгиня Софія Ракоцієва-Баторі попрохала митрополита відправити «достойного і вченого владику». Восени 1672 р. Малаховський звернувся з «меморіалом» до ім. Леопольда I про своє затвердження на кафедрі. У ньому він виклав ряд планів майбутнього облаштування єпископства, зокрема щодо заснування духовної семінарії, слов'янської друкарні й новіціяту, звільнення священників від панщини й сплати податків землевласникам. Утім, кандидатура Малаховського не прийшла до вподоби монарху, зокрема через негативні намовляння з боку угорського примаса, і не була затверджена. Хоча ієрарх покинув Мукачівську єпархію, він продовжив претендувати на неї й навіть назначав вікаріїв, серед яких відомі імена Івана Липницького та Порфирія Кульчицького.
В 1691 році перемишльська православна єпархія прийняла унію й була об'єднана з греко-католицькою в єдину на чолі з Інокентієм Винницьким. За пропозицією короля Малаховському доручили керування спорожнілою Холмською кафедрою. Перебуваючи у Холмі, він в короткім часі занедужав й звелів перевести його до лікарні преподобних братів милосердя Святого Йоана, де 12 лютого 1693 року й помер. Тимчасовим завідувачем справ вакантної єпархії став володимирський єпископ Лев Заленський.